# Vuelta Ciclista del Uruguay 1995
La 52.ª edición de la Vuelta Ciclista del Uruguay, se disputó del 7 de abril al 16 de abril de 1995.
Se recorrieron 1663 km a lo largo de 10 etapas. La primera fue una etapa doble, ya que se compitió en ruta y luego una contrarreloj por equipos.
Participaron 20 equipos uruguayos y 5 extranjeros totalizando 122 competidores y el vencedor fue Gustavo Figueredo en lo que fue su primera victoria en la Vuelta Ciclista.

## Desarrollo
Desde la primera etapa se supo que la lucha iba a estar entre el Club Belo Horizonte y el Club Nacional de Football, cuando una escapada de 16 hombres llegó con ventaja a Piriápolis entre los que había 3 del primero (José Asconeguy, Jorge Bravo y Gustavo Figueredo) y 4 del segundo ( Milton Wynants, Sergio Tesitore, Fernando Britos y César Berti).
En la 2.ª etapa el Belo Horizonte atacó y despedazó el pelotón en varios grupos. Se llegó a Maldonado con el equipo "A" del Belo Horizonte completo, más la ayuda de Néstor Alvez del equipo "B". Mientras que para Nacional llegaron en la escapada sólo Milton Wynants y César Berti, Fernando Britos llegó a 1 min 31 s luego que tuvo una pinchadura en San Carlos y el resto llegaron en el pelotón a 4 min 18 s.
Gustavo Figueredo se ubicó segundo en la etapa y consiguió la malla oro.
La 3.ª etapa culminó con la subida al Cerro de Montevideo (1.22 km y del 7,7 % con un tramo del 11 %). Figueredo volvió a ubicarse 2.º detrás de su compañero Sergio Llamazares y amplio su ventaja con el resto.
Sin mayores incidencias se llegó a la contrarreloj entre Durazno y Trinidad de 41 km en la que venció Figueredo con un tiempo de 49 min 19 s, seguido del ruso Oleg Ripa a 1 min 20 s y su compañero de equipo José Asconeguy a 1 min 27 s.
En la clasificación general, Figueredo se consolidó a falta de una etapa como líder, 2.º Oleg Ripa y posteriormente dos compañeros de Figueredo, Sergio Llamazares y José Asconeguy.
Gustavo Figueredo ganó su primera Vuelta Ciclista del Uruguay, la segunda llegaría 7 años más tarde, en el 2002.

## Equipos y Ciclistas Participantes
| Selección de Brasil Brasil                                                                                                   | Caloi de San Pablo Brasil | Selección de Chile Chile                                                                                             |
| - 1. Cosentino da Silva - 2. Mauro Da Silva - 3. José de Sousa - 4. Horacio Lang - 5. Antonio da Salva - 6. Codato Melho     | - 7. José Reginaldo Cardoso - 8. José Dos Santos - 9. Favio Nunes - 10. Mauro Ribeiro - 11. Daniel Rogelim - 12. Jamil Suaidem      | - 13. Juan Fierro - 14. Víctor Garrido - 15. Patricio Haedo - 16. José Medina - 17. Angel Pérez - 18. Luis Sepúlveda |
| Selección de Cuba Cuba | Selección de Rusia Rusia | Ajax Uruguay |
| - 19. Daniel Fuentes - 20. Héctor Marcos - 21. Juan Martínez - 22. Joel Mariño - 23. Manuel Pérez - 24. Ramiro Tapia         | - 25. Arthur Babaitcev - 26. Sergei Ijboldine - 27. Eugeny Ivanov - 28. Fedro Pushkin - 29. Oleg Ripa - 30. Sergei Severinov        | - 31. Marcelo Carballo - 32. Pablo Duarte - 33. Daniel Machín - 34. Juan Silvera                                     |
| Alas Rojas de Santa Lucía Uruguay                                                                                            | Belo Horizonte "A" Uruguay | Confederación del Este Uruguay                                                                                       |
| - 37. Pablo Andrada - 38. Pablo González - 39. Fitzgerald Morín - 40. Daniel Vidart                                          | - 43. José Asconeguy - 45. Jorge Bravo - 46. Gustavo Figueredo - 47. Sergio Llamazares - 48. José María Orlando                     | - 49. Carlos Díaz - 50. Carlos Giménez - 51. Eduardo Olivera - 52. Oscar Rivera - 53. Mario Valiero                  |
| Cruz del Sur "A" Uruguay | España-La Paz Uruguay | Federación de Flores Uruguay                                                                                         |
| - 55. Eduardo Camarano - 56. Alberto Ferrazán - 57. Fermín Nalerio - 58. Iván Panzardo - 59. Harley Píriz - 60. Carlos Silva | - 61. Oscar Basso - 62. Javier Labarthe - 63. Eleno Rodríguez - 64. Primo Santi                                                     | - 67. Julio Bequio - 68. Oscar Díaz - 69. Alfredo González - 70. Jorge Matonte                                       |
| Fénix Uruguay | General Hornos Uruguay | Marconi Uruguay |
| - 73. Julio Acevedo - 74. Milton Castrillón - 75. Hernán Karp - 76. Andrés Maizteguy - 77. Mauricio Rochart                  | - 79. Alejandro Blanco - 80. Alberto González - 81. Ricardo Rodríguez - 82. Jorge Sorribas - 83. Andrés Zuazu - 84. Alberto Artigas | - 85. Daniel Asconeguy - 86. Jairo Novoa - 87. Jhon Ramírez - 88. Nazario Pedreira - 89. Jorge Tajam                 |
| Nacional "A" Uruguay | San Antonio de Florida Uruguay | San Luis de Young Uruguay                                                                                            |
| - 91. César Berti - 92. Fernando Britos - 93. Ricardo Guedes - 94. Sergio Sartore - 95. Sergio Tesitore - 96. Milton Wynants | - 97. Pablo Barceló - 98. Cono Barrios - 99. Oscar Díaz - 100. Ervis Peña - 101. Omar Viñas                                         | - 103. Jorge Mansilla - 104. Marcelo Mezquida - 105. Oscar Pías - 106. Francisco Ruiz                                |
| C.C. Sayago Uruguay | Tabaré Farías Uruguay | Villa Teresa Uruguay                                                                                                 |
| - 109. Oscar Cáceres - 110. Richard Castellano - 112. Carlos Qiñonez - 113. Roberto Rodríguez                                | - 115. Honorio Guerrero - 116. Federico Morales - 117. Walter Rafael Silva - 118. Alfredo Vairo                                     | - 121. Richard Fatigatti - 122. José Maneiro - 123. Martín Piñeiro - 124. Juan Manuel Sosa - 125. Mario Maneiro      |
| Belo Horizonte "B" Uruguay                                                                                                   | Cruz del Sur "B" Uruguay | Nacional Uruguay |
| - 127. Néstor Alvez - 128. Gregorio Bare - 129. William Mesa - 130. José Nuñez                                               | - 133. Marcelo Ferrazán - 134. Mario Quijano - 135. Pedro Paiz - 136. Luis Revello                                                  | - 139. Omar Cánepa - 140. Manuel Elizalde - 141. Luis Huvatt - 142. Mario Wynants                                    |
| Dolores C.C. Uruguay | | |
| - 145. Álvaro Barreto - 146. Carlos Martínez - 147. Raúl Sasso - 148. Jhony vidal - 149. Mateo Sasso                         | | |

## Etapas
| Etapa       | Fecha       | Recorrido                            | km       | Ganador de la etapa                | Líder de la clasificación general |
| 1.ª etapa a | 7 de abril  | Pando-Minas-Piriápolis               | 146.5    | José Maneiro (Villa Teresa)        | José Maneiro                      |
| 1.ª etapa b | 7 de abril  | Piriápolis                           | 25 CRE   | Belo Horizonte "A"                 | José Maneiro                      |
| 2.ª etapa   | 8 de abril  | Pan de Azúcar-Rocha-Maldonado        | 195.8    | Jamil Suaidem (Caloi)              | Gustavo Figueredo                 |
| 3.ª etapa   | 9 de abril  | Maldonado-Cerro de Montevideo        | 156.9    | Sergio Llamazares (Belo Horizonte) | Gustavo Figueredo                 |
| 4.ª etapa   | 10 de abril | Libertad-Carmelo                     | 200.5    | Jamil Suaidem (Caloi)              | Gustavo Figueredo                 |
| 5.ª etapa   | 11 de abril | Dolores-Paysandú                     | 168      | Gregorio Bare (Belo Horizonte)     | Gustavo Figueredo                 |
| 6.ª etapa   | 12 de abril | Paysandú-Salto (Por Argentina)       | 165      | Jamil Suaidem (Caloi)              | Gustavo Figueredo                 |
| 7.ª etapa   | 13 de abril | Sequeira-Artigas-Rivera (Por Brasil) | 202.5    | Federico Morales (Tabaré Farías)   | Gustavo Figueredo                 |
| 8.ª etapa   | 14 de abril | Paso Manuel Díaz-Paso de los Toros   | 181      | Juan Martínez (Sel. de Cuba)       | Gustavo Figueredo                 |
| 9.ª etapa   | 15 de abril | Durazno-Trinidad                     | 41 (CRI) | Gustavo Figueredo (Belo Horizonte) | Gustavo Figueredo                 |
| 10.ª etapa  | 16 de abril | Durazno-Montevideo                   | 204.2    | Jamil Suaidem (Caloi)              | Gustavo Figueredo                 |

## Clasificaciones finales
| \| 1. \| Gustavo Figueredo \| Uruguay \| Belo Horizonte "A" Uruguay \| 39h 03' 00s \| \| 2. \| Oleg Ripa \| Rusia \| Sel. de Rusia Rusia \| a 2' 34s \| \| 3. \| Sergio Llamazares \| Argentina \| Belo Horizonte "A" Uruguay \| a 3' 12s \| \| 4. \| Jamil Suaidem \| Brasil \| Caloi Brasil \| a 3' 17s \| \| 5. \| José Asconeguy \| Uruguay \| Belo Horizonte "A" Uruguay \| a 3' 31s \| \| 6. \| Milton Wynants \| Uruguay \| Nacional "A" Uruguay \| a 3' 38s \| \| 7. \| Jorge Bravo \| Uruguay \| Belo Horizonte "A" Uruguay \| a 4' 18s \| \| 8. \| Arthur Babaitcev \| Rusia \| Sel. de Rusia Rusia \| a 4' 36s \| \| 9. \| José Maneiro \| Uruguay \| Villa Teresa Uruguay \| a 4' 45s \| \| 10. \| César Berti \| Uruguay \| Nacional "A" Uruguay \| a 5' 21s \| \| 11. \| Walter Rafael Silva \| Uruguay \| Tabaré Farías Uruguay \| a 5' 24s \| \| 12. \| Néstor Alvez \| Uruguay \| Belo Horizonte "B" Uruguay \| a 5' 59s \| \| 13. \| José María Orlando \| Argentina \| Belo Horizonte "A" Uruguay \| a 7' 00s \| \| 14. \| Sergei Ijboldine \| Rusia \| Sel. de Rusia Rusia \| a 8' 39s \| \| 15. \| Andrés Maizteguy \| Argentina \| Fénix Uruguay \| a 9' 26s \| \| 16. \| Eduardo Camarano \| Uruguay \| Cruz del Sur "A" Uruguay \| a 9' 46s \| \| 17. \| Federico Morales \| Uruguay \| Tabaré Farías Uruguay \| a 10' 18s \| \| 18. \| Omar Cánepa \| Uruguay \| Nacional "B" Uruguay \| a 11' 09s \| \| 19. \| Fernando Britos \| Uruguay \| Nacional "A" Uruguay \| a 11' 17s \| \| 20. \| Oscar Díaz \| Uruguay \| San Antonio Uruguay \| a 12' 05s \| |                     |           |                            |             |
| 1. | Gustavo Figueredo   | Uruguay   | Belo Horizonte "A" Uruguay | 39h 03' 00s |
| 2. | Oleg Ripa           | Rusia     | Sel. de Rusia Rusia        | a 2' 34s    |
| 3. | Sergio Llamazares   | Argentina | Belo Horizonte "A" Uruguay | a 3' 12s    |
| 4. | Jamil Suaidem       | Brasil    | Caloi Brasil               | a 3' 17s    |
| 5. | José Asconeguy      | Uruguay   | Belo Horizonte "A" Uruguay | a 3' 31s    |
| 6. | Milton Wynants      | Uruguay   | Nacional "A" Uruguay       | a 3' 38s    |
| 7. | Jorge Bravo         | Uruguay   | Belo Horizonte "A" Uruguay | a 4' 18s    |
| 8. | Arthur Babaitcev    | Rusia     | Sel. de Rusia Rusia        | a 4' 36s    |
| 9. | José Maneiro        | Uruguay   | Villa Teresa Uruguay       | a 4' 45s    |
| 10. | César Berti         | Uruguay   | Nacional "A" Uruguay       | a 5' 21s    |
| 11. | Walter Rafael Silva | Uruguay   | Tabaré Farías Uruguay      | a 5' 24s    |
| 12. | Néstor Alvez        | Uruguay   | Belo Horizonte "B" Uruguay | a 5' 59s    |
| 13. | José María Orlando  | Argentina | Belo Horizonte "A" Uruguay | a 7' 00s    |
| 14. | Sergei Ijboldine    | Rusia     | Sel. de Rusia Rusia        | a 8' 39s    |
| 15. | Andrés Maizteguy    | Argentina | Fénix Uruguay              | a 9' 26s    |
| 16. | Eduardo Camarano    | Uruguay   | Cruz del Sur "A" Uruguay   | a 9' 46s    |
| 17. | Federico Morales    | Uruguay   | Tabaré Farías Uruguay      | a 10' 18s   |
| 18. | Omar Cánepa         | Uruguay   | Nacional "B" Uruguay       | a 11' 09s   |
| 19. | Fernando Britos     | Uruguay   | Nacional "A" Uruguay       | a 11' 17s   |
| 20. | Oscar Díaz          | Uruguay   | San Antonio Uruguay        | a 12' 05s   |

| \| 1. \| Oleg Ripa \| Rusia \| Sel. de Rusia \| 190 puntos \| \| 2. \| Ramiro Tapia \| Cuba \| Sel. de Cuba \| 170 puntos \| \| 3. \| Juan Martínez \| Cuba \| Sel. de Cuba \| 120 puntos \| |               |       |               |            |
| 1. | Oleg Ripa     | Rusia | Sel. de Rusia | 190 puntos |
| 2. | Ramiro Tapia  | Cuba  | Sel. de Cuba  | 170 puntos |
| 3. | Juan Martínez | Cuba  | Sel. de Cuba  | 120 puntos |

| \| 1. \| Arthur Babaitcev \| Rusia \| Sel. de Rusia \| 210 puntos \| \| 2. \| Oleg Ripa \| Rusia \| Sel. de Rusia \| 190 puntos \| \| 3. \| Juan Martínez \| Cuba \| Sel. de Cuba \| 120 puntos \| |                  |       |               |            |
| 1. | Arthur Babaitcev | Rusia | Sel. de Rusia | 210 puntos |
| 2. | Oleg Ripa        | Rusia | Sel. de Rusia | 190 puntos |
| 3. | Juan Martínez    | Cuba  | Sel. de Cuba  | 120 puntos |

| \| 1. \| Belo Horizonte "A" \| Uruguay \| 117h 49' 05s \| \| 2. \| Sel. de Rusia \| Rusia \| a 7' 43s \| \| 3. \| Nacional "A" \| Uruguay \| a 9' 13s \| \| 4. \| Tabaré Farías \| Uruguay \| a 29' 58s \| \| 5. \| Caloi \| Brasil \| a 50' 51s \| |                    |         |              |
| 1. | Belo Horizonte "A" | Uruguay | 117h 49' 05s |
| 2. | Sel. de Rusia      | Rusia   | a 7' 43s     |
| 3. | Nacional "A"       | Uruguay | a 9' 13s     |
| 4. | Tabaré Farías      | Uruguay | a 29' 58s    |
| 5. | Caloi              | Brasil  | a 50' 51s    |